# سیارک ۱۰۹۶
سیارک ۱۰۹۶ (به انگلیسی: 1096 Reunerta، نامگذاری:1928OB) هزار و نود و ششمین سیارک کشف شده‌است که در ۲۱ ژوئیه ۱۹۲۸ کشف شد.
قدر مطلق سیارک برابر ۱۰٫۳۰ است.